# Belisana coblynau
Espèce
Belisana coblynau est une espèce d'araignées aranéomorphes de la famille des Pholcidae.

## Distribution
Cette espèce est endémique du Pilbara en Australie-Occidentale,. Elle se rencontre vers Pannawonica.

## Description
Le mâle holotype mesure 1,5-1,6 mm et la femelle 1,8 mm.

## Systématique et taxinomie
Cette espèce a été décrite par Huber et Clark en 2023.

## Étymologie
Cette espèce est nommée référence au Coblynau.

## Publication originale
- Huber, Meng, Clark & Cazanove, 2023 : « First blind daddy long-legs spiders from Australia and Réunion (Araneae, Pholcidae). » Subterranean Biology, vol. 46, p. 1-19 (texte intégral).